# Pseudomallocera auriflua
Pseudomallocera auriflua là một loài bọ cánh cứng trong họ Cerambycidae.